# کوکوی بنفش
کوکوی بنفش (نام علمی: Chrysococcyx xanthorhynchus) یک گونه کوکو از خانواده کوکویان است.

## پراکندگی و زیستگاه
کوکوی بنفش از شمال شرق هند تا جنوب شرق آسیا، سونداس بزرگ، پالاوان و فیلیپین یافت می‌شود. جمعیت‌های جنوبی ساکن هستند، در حالی که به نظر می‌رسد جمعیت‌های شمالی مانند آسام و بنگلادش مهاجر هستند.
زیستگاه طبیعی آن جنگل مرطوب دشت نیمه‌گرمسیری و گرمسیری و جنگل حرای نیمه‌گرمسیری و گرمسیری است. همچنین در باغ‌ها، گلزارها و درختستان‌ها چوب لاستیکی دیده می‌شود. از زمین‌های پست تا ارتفاع ۱۵۰۰ متری دیده می‌شود، اما عمدتاً زیر ۷۰۰ متر یافت می‌شود.